# Сага (град)
Сага е град в Япония. Населението му е 234 342 жители (по приблизителна оценка от октомври 2018 г.). а площта му е 431,42 кв. км. Намира се в часова зона UTC+9. Разположен е в северния край на полуостров, който е известен с горещите си минерални извори. Средната годишна температура в центъра на града е 17 °C.